# جورج نورييغا
جورج نورييغا (بالإنجليزية: George Noriega)‏ هو كاتب أغاني ومنتج أسطوانات أمريكي، ولد في 24 أكتوبر 1966 في ميامي في الولايات المتحدة.

## وصلات خارجية
- الموقع الرسمي
- جورج نورييغا على موقع IMDb (الإنجليزية)
- جورج نورييغا على موقع ميوزك برينز (الإنجليزية)
- جورج نورييغا على موقع ديسكوغز (الإنجليزية)